# St. Cornelius und Cyprian (Biberach)

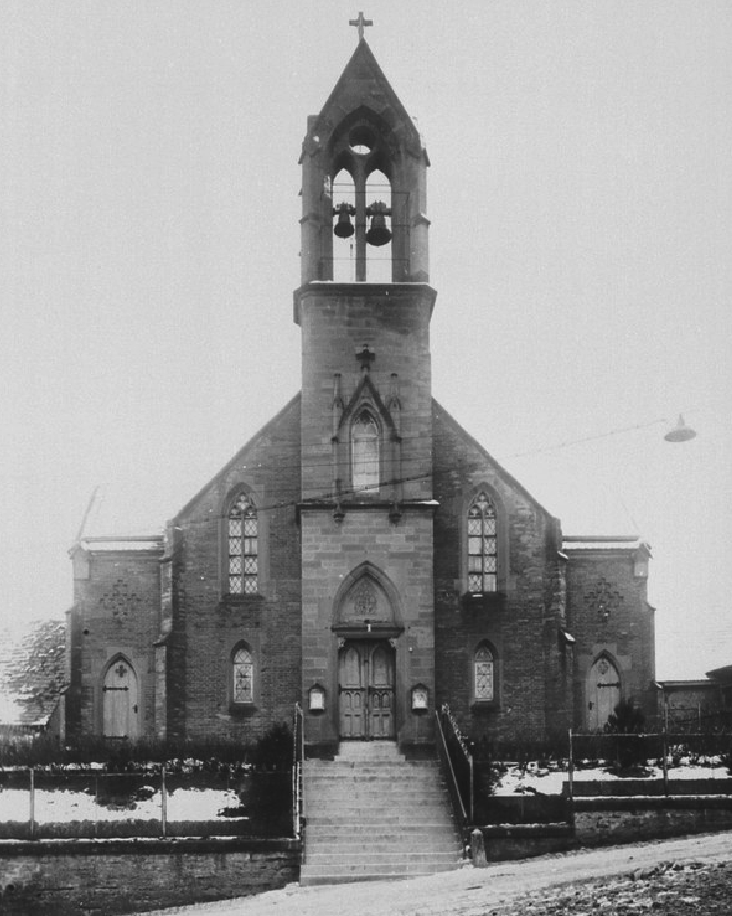
Katholische Pfarrkirche St. Cornelius und Cyprian in Heilbronn-Biberach, Entwurf Christian Friedrich von Leins württembergischer Hofbaumeister, Einweihung 11. Oktober 1863, Abbruch 1984.

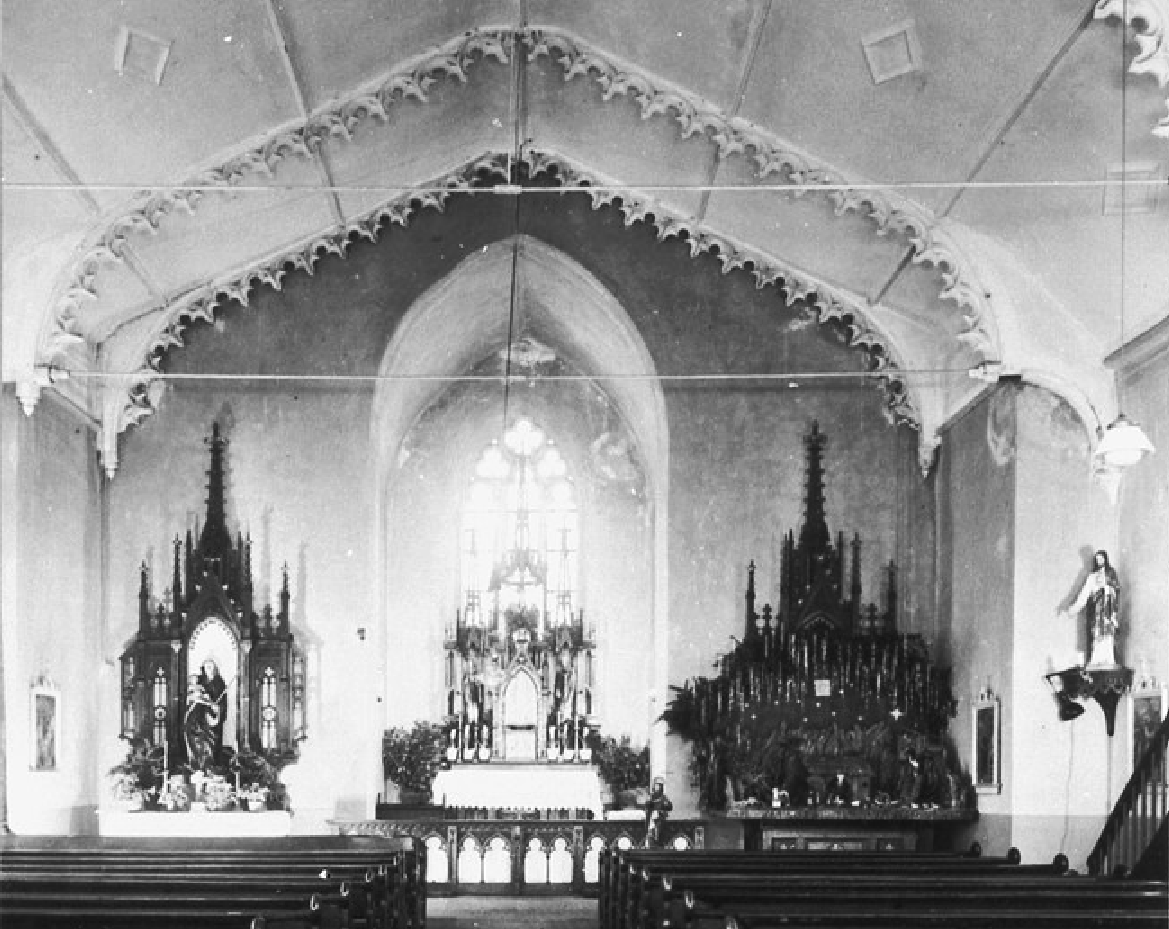
Katholische Pfarrkirche St. Cornelius und Cyprian in Heilbronn-Biberach, innen, Abbruch 1984.

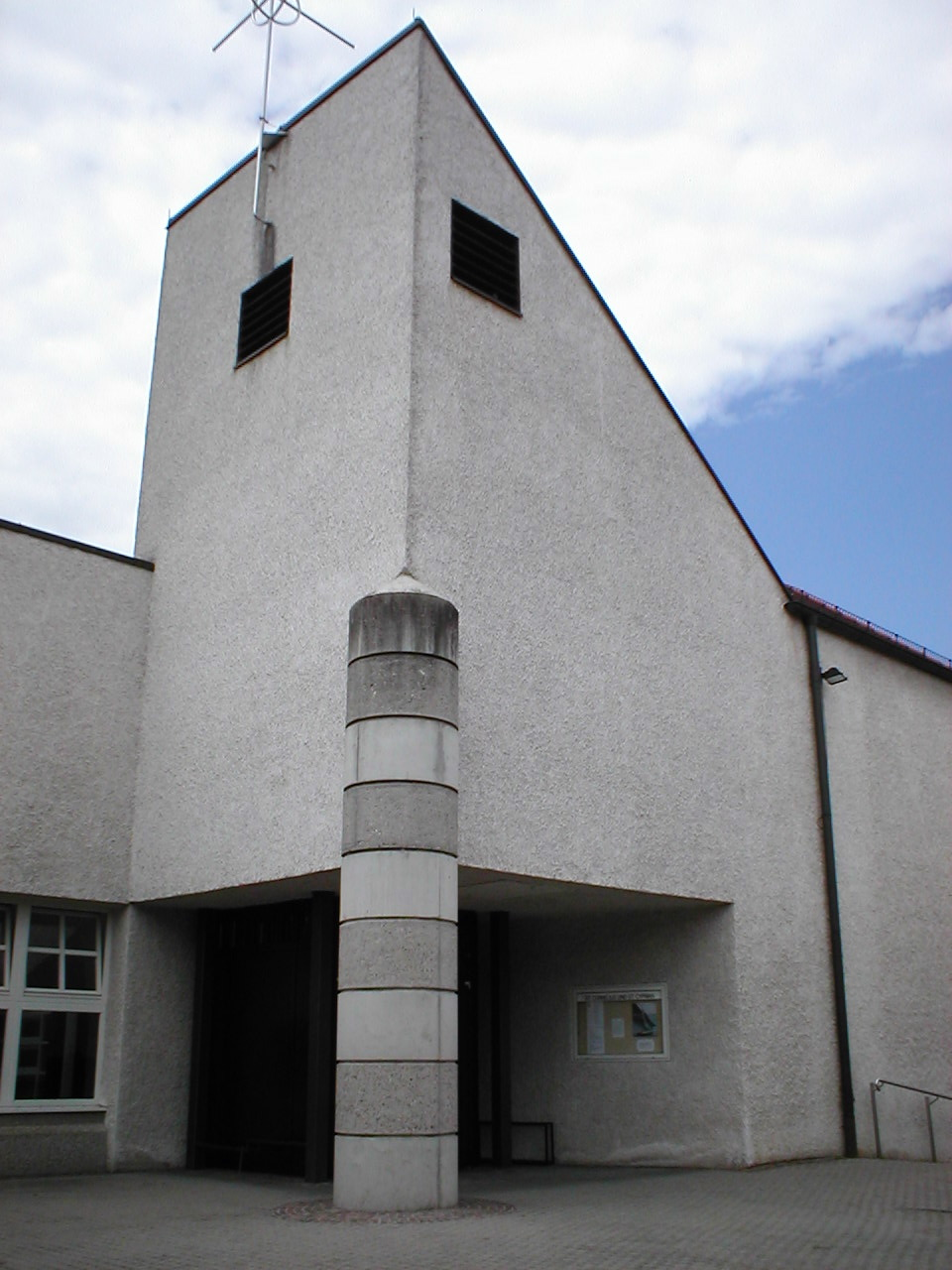
Turm und Eingangsbereich der katholischen Kirche St. Cornelius und Cyprian
in Heilbronn-Biberach

St. Cornelius und Cyprian ist eine römisch-katholische Pfarrkirche in Heilbronn-Biberach (Heilbronn) in Baden-Württemberg. Sie wurde 1985 anstelle eines Vorgängerbauwerks geweiht.

## Geschichte
Für den Bau der ersten katholischen Kirche in Biberach wurde in ganz Württemberg gesammelt. Auch die Diözese Rottenburg bezuschusste die geplanten Baukosten in Höhe von rund 13.000 Gulden mit einer Abfindungssumme von 4000 Gulden. Die katholische Gemeinde erwarb unweit der bisher als Simultankirche genutzten evangelischen Pfarrkirche einen Bauernhof und ließ diesen abreißen, um Bauland zu gewinnen.
Als Architekt konnte der württembergische Hofbaumeister Christian Leins gewonnen werden, der einen neogotischen Bau plante. Die Grundsteinlegung fand am 1. Juni 1862 statt. Um Baukosten zu sparen, verzichtete man auf ein stabiles Fundament und baute die Wände so dünn als möglich. Bereits während der Errichtung des Daches zeigten sich daher erste Baumängel und die Statik des Gebäudes musste durch eingezogene Eisenstangen verstärkt werden. Die gesamte Bauzeit betrug 16 Monate, das fertige Gotteshaus wurde am 11. Oktober 1863 wie die evangelische Kirche ebenfalls den Heiligen  Cornelius und Cyprian geweiht. Zum 100-jährigen Jubiläum erhielt das Bauwerk 1963 nochmals ein neues Glasfenster, jedoch ließ der schlechte Bauzustand einen Abriss alsbald unausweichlich werden. Der letzte Gottesdienst im alten Gebäude fand am 1. April 1984 statt, anschließend wurde die alte Kirche abgerissen.
An ihrer Stelle folgte eine modernere und größere Kirche, die wiederum Cornelius und Cyprian geweiht ist. Die Kirche wurde am 1. Dezember 1985 geweiht. Kirche und benachbartes Gemeindezentrum gewannen den Ersten Preis beim 7. Heilbronner Fassadenwettbewerb. 1997 wurde eine neue zweimanualige Orgel mit 14 Registern beschafft.

## Beschreibung

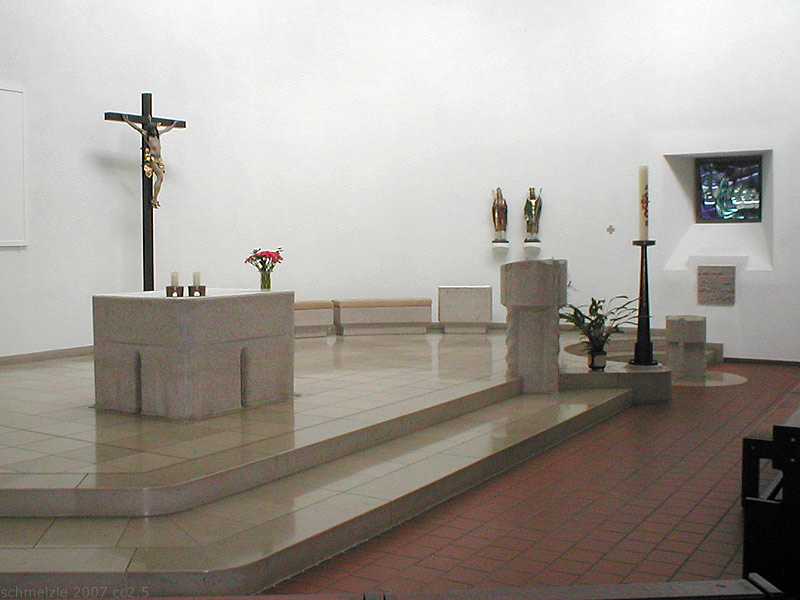
Altarbereich mit Taufstein

Im Kirchenneubau haben sich nur sehr wenige historische Kunstschätze erhalten, das Gotteshaus steht vielmehr sowohl in seiner Architektur als auch in der Gestaltung der Ausstattung wie Altar, Taufstein, Rednerpult und farbigem Glasfenster am Taufstein im Zeichen der Moderne. Vom Vorgängerbauwerk blieb lediglich das 1963 erneuerte Glasfenster in seiner historischen Sandsteinfassung erhalten.

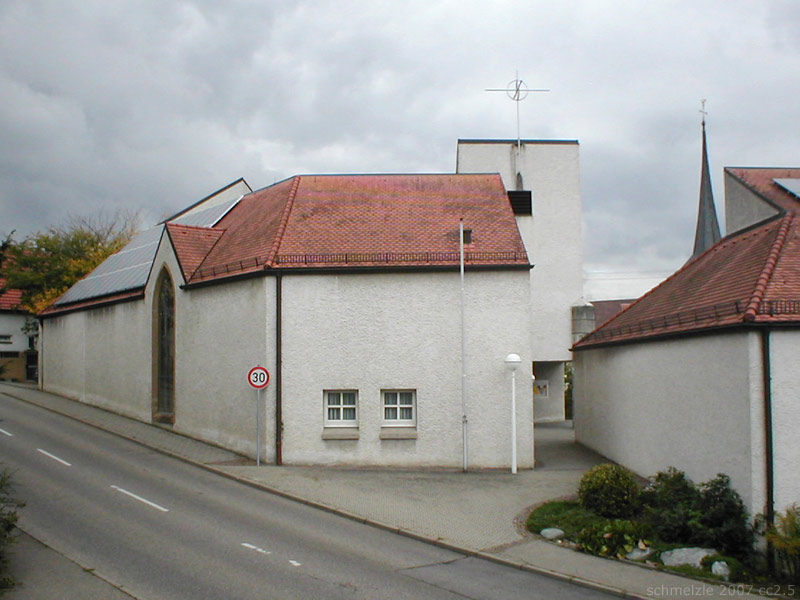
Straßenseitige Außenfassade
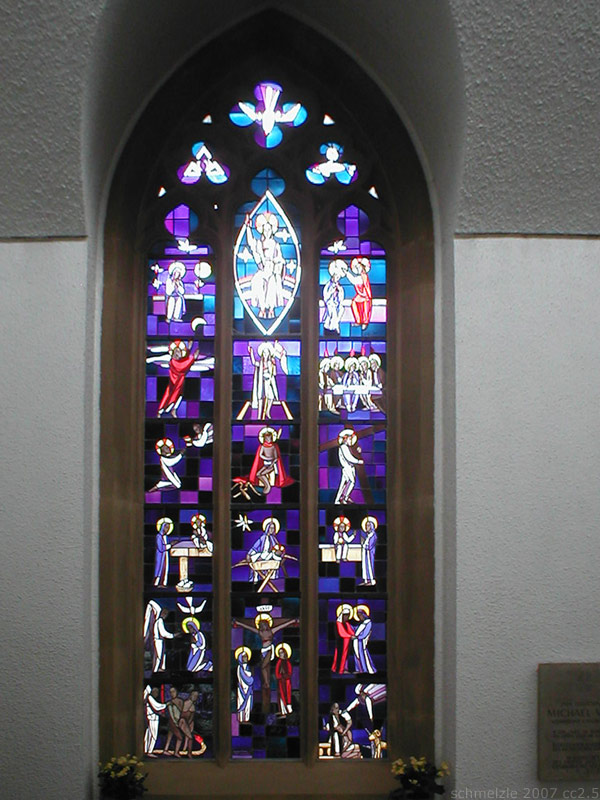
Fenster von 1963
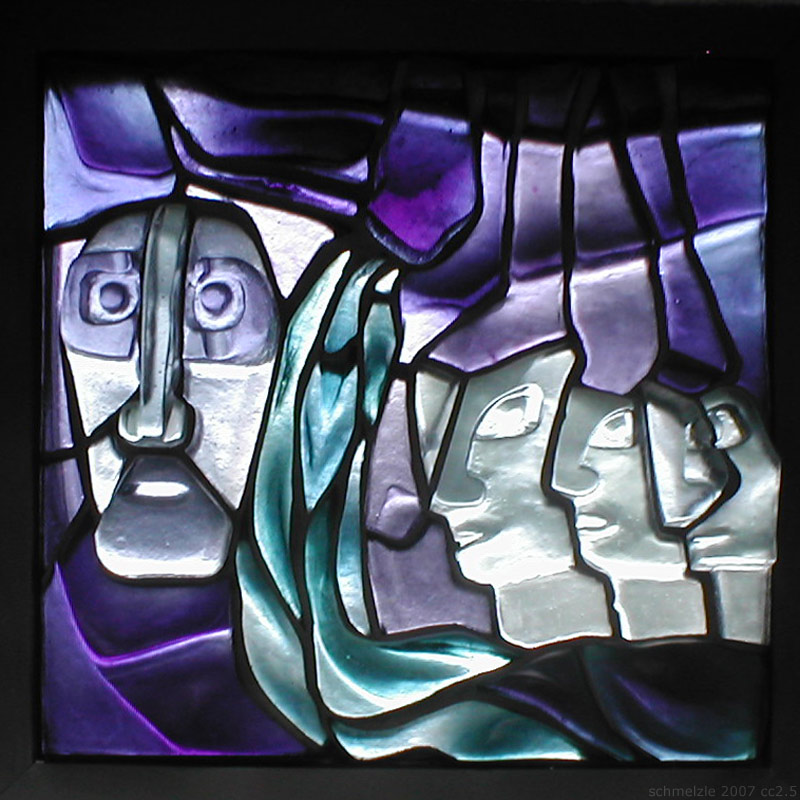
Fenster am Taufbecken
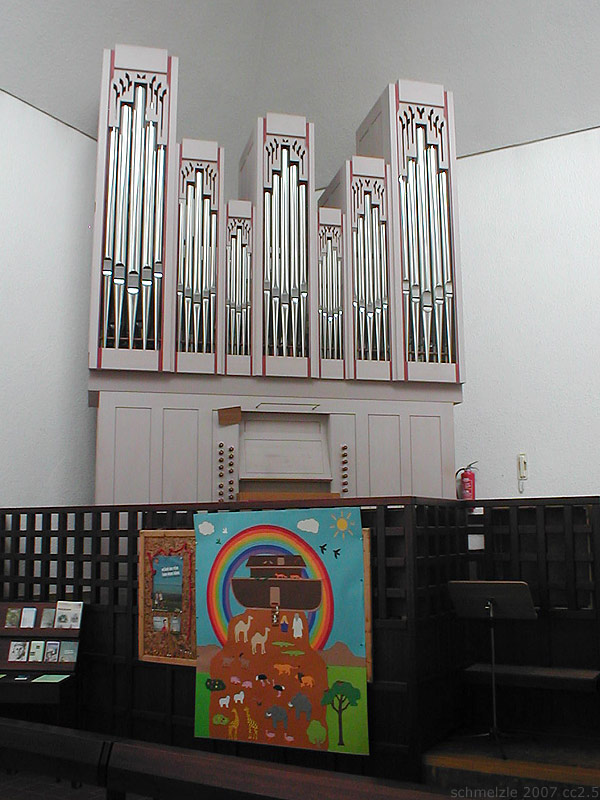
Orgel
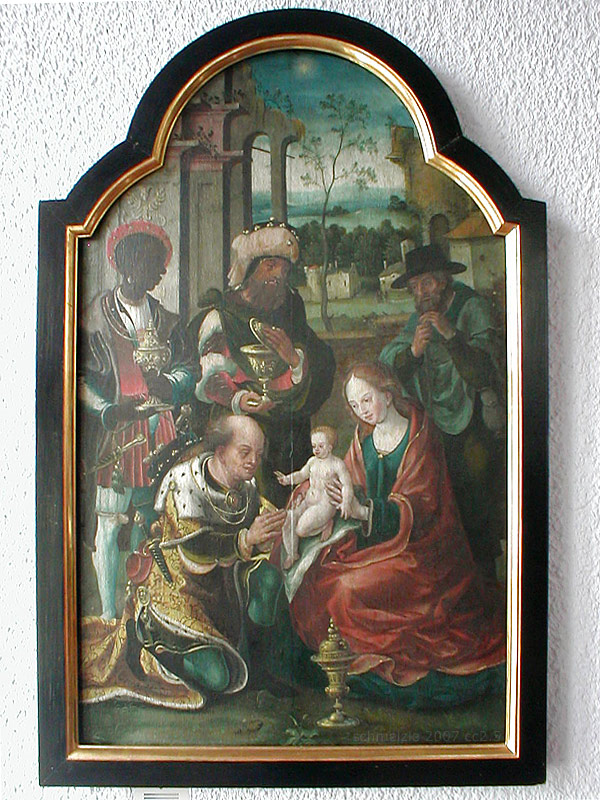
Historisches Gemälde Anbetung der Könige